# Radroute 2 „Vinschgau–Bozen“
Die Radroute 2 „Vinschgau–Bozen“ (streckenweise auch Vinschger Radroute oder -Radweg, Radroute Bozen–Meran usw. genannt) ist ein weitgehend als eigenständige Radverkehrsanlage ausgebauter Radfernweg in Südtirol. Sie beginnt am Reschenpass auf 1507 m und endet in der Südtiroler Landeshauptstadt Bozen auf 240 m Höhe.
Die Radroute folgt vom Reschen der Etsch flussabwärts durch den Vinschgau nach Meran im Burggrafenamt und weiter durch das Etschtal bis nach Bozen, wo sie in die Radroute 1 „Brenner–Salurn“ einmündet. Im überregionalen Kontext ist sie Teil des „Etsch-Radwegs“ bzw. der „Via Claudia Augusta“. Die Radroute ist insgesamt 111,4 km lang.

## Streckenbeschreibung

### Vinschgau

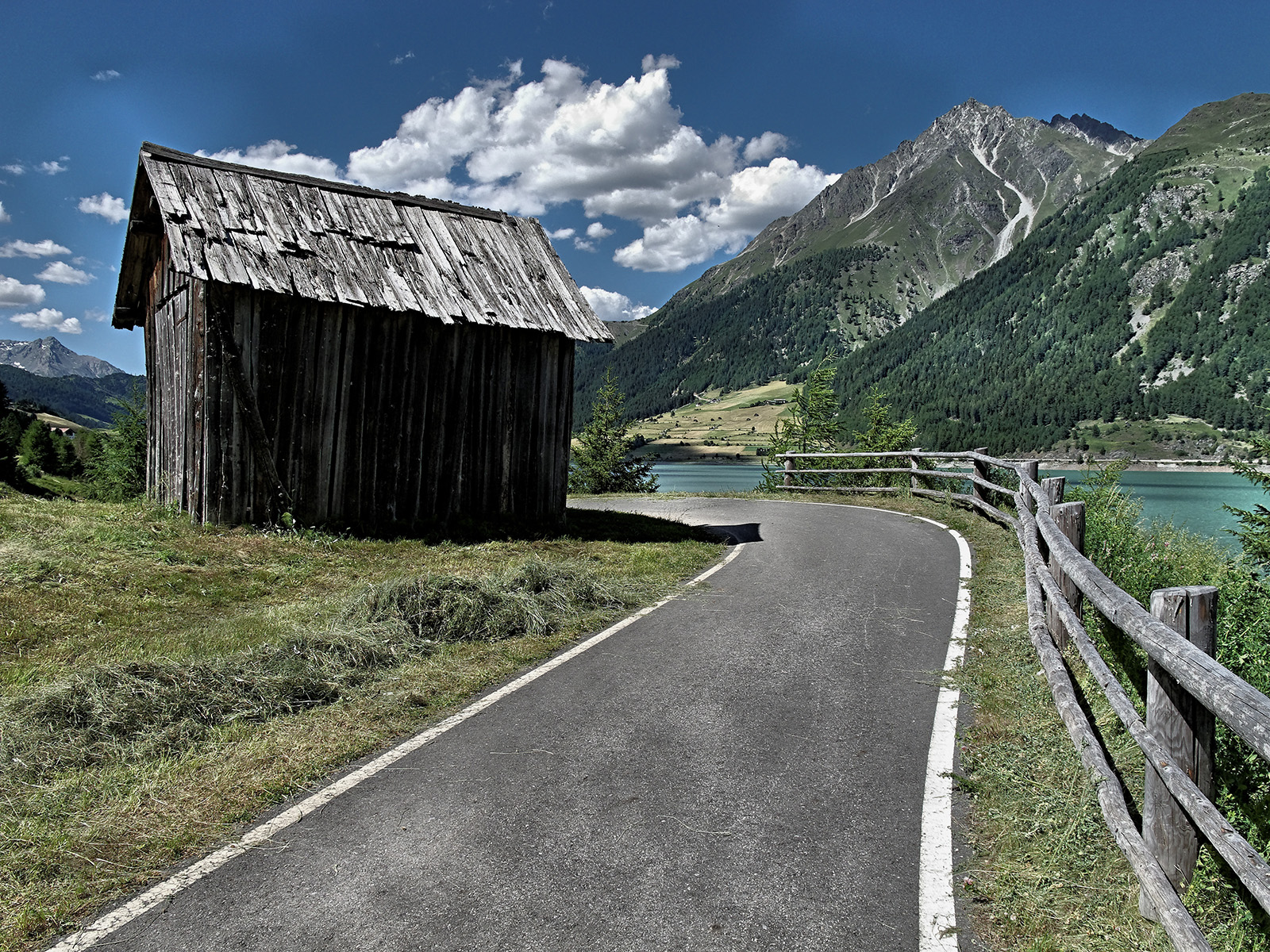
Radweg am Westufer des Reschensees

Die Route beginnt am Reschenpass und führt nach der Ortschaft Reschen am Westufer des Reschensees entlang nach St. Valentin, woraufhin der Haidersee ebenfalls am Westufer passiert wird. Nun geht es mit stärkerem Gefälle parallel zur Etsch die Malser Haide hinab durch die Dörfer Burgeis, Schleis und Laatsch zum Städtchen Glurns. Etwas südlich, bei Spondinig, verlässt die Radroute kurz den Flusslauf und biegt nach Prad ab, erreicht die Etsch dann aber wieder zwischen Tschengls und Eyrs. Nun geht es ostwärts fast immer dem Flusslauf entlang und im untersten Talabschnitt auch weitgehend parallel zur Vinschgaubahn u. a. durch Laas, Göflan, Goldrain, Kastelbell und Naturns zur Talstufe der Töll, wo der Vinschgau in das Burggrafenamt übergeht.

### Burggrafenamt

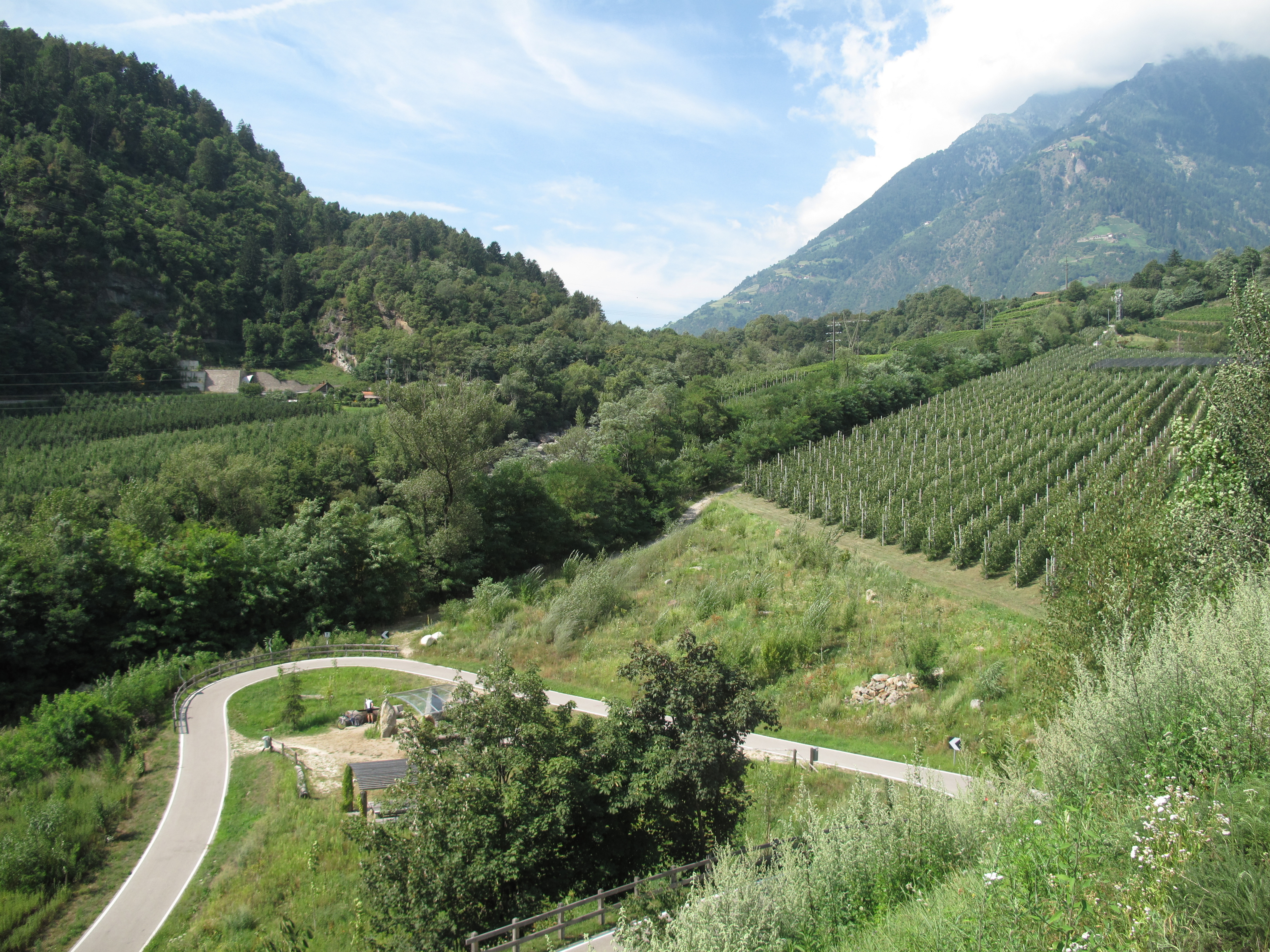
Kehren an der Töll

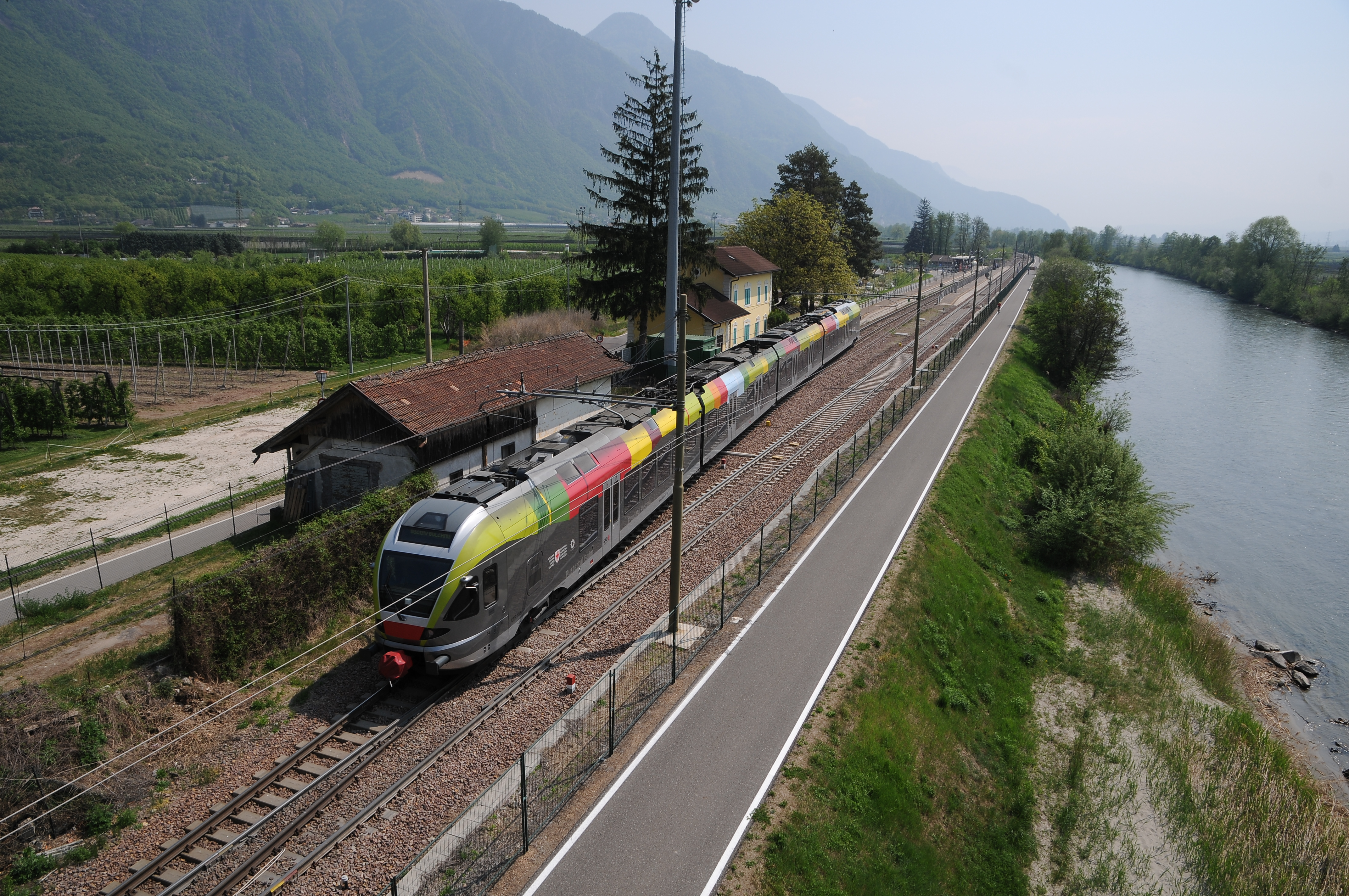
Radweg parallel zur Etsch und zur Bahnstrecke Bozen–Meran

Die Talstufe wird mit sieben Kehren überwunden und erreicht nach Algund die Stadt Meran. Dort besteht über das städtische Radwegnetz Anschluss an die Radroute 4 „Passeiertal“ nach Passeier. Nach einer Wegstrecke quer durch Untermais erreicht die Radroute bei Sinich wieder die Etsch. Ab hier verläuft sie durch das flache, nahezu kein Gefälle mehr aufweisende Etschtal auf dem Hochwasserschutzdamm des Flusses, weitgehend parallel zur Bahnstrecke Bozen–Meran und ohne im breiten Talboden noch weitere Ortskerne zu berühren.

### Bozen
Unter Schloss Sigmundskron überquert die Radroute zweimal die Etsch. Am Westufer zweigt die Radroute 7 „Bozen–Kaltern“ ins Überetsch ab. Das letzte Teilstück verläuft am südlichen Stadtrand Bozens im Mündungszwickel zwischen Etsch und Eisack, wo die Radroute schließlich in die Radroute 1 „Brenner–Salurn“ einmündet, die Südtirol in Nord-Süd-Richtung durchquert.

## Beschilderung und Wegführung
Die Route war ursprünglich nicht mit einem einheitlichen Logo beschildert. In Gebrauch waren örtlich Bezeichnungen wie „Vinschger Radroute“, „Radroute Bozen–Meran“ usw. Erst seit 2017 gibt es durch einen Beschluss der Landesregierung eine einheitliche Benennung und Nummerierung der Südtiroler Radrouten, bei der dem Streckenverlauf vom Reschen bis nach Bozen die Nummer 2 zugewiesen wurde.
Die Radroute ist so konzipiert, dass größtenteils auf eigens angerichteten Radwegen gefahren werden kann. Nur vereinzelt muss auf Nebenstraßen ausgewichen werden.